# Huascarodexia pulchra
Huascarodexia pulchra là một loài ruồi trong họ Tachinidae.